# مجتمع شرف المفتاح الذهبي الدولي
مجتمع شرف المفتاح الذهبي الدولي (بالإنجليزية: Golden Key International Honour Society)‏ هي منظمة غير ربحية تقع في أتلانتا في جورجيا، تأسست في عام 1977 لتشجيع التحصيل الدراسي بين طلاب الكليات والجامعات.
لدى المفتاح الذهبي فصول في الكليات والجامعات في أستراليا وجزر البهاما وكندا والهند وماليزيا ونيوزيلندا وسنغافورة وجنوب أفريقيا والولايات المتحدة. يتم تقديم العضوية في مجتمع المفتاح الذهبي لطلاب البكالوريوس والدراسات العليا المعترف بهم ليكونوا ضمن أفضل 15 ٪ من فصلهم حسب التقدير الدراسي. يتم منح عضوية مدى الحياة لأولئك الذين يدفعون رسوما لمرة واحدة، والتي كانت 60 دولارًا أمريكيًا في عام 2002 واعتبارًا من 2017 أصبحت الرسوم 95 دولارًا أمريكيًا في الولايات المتحدة.

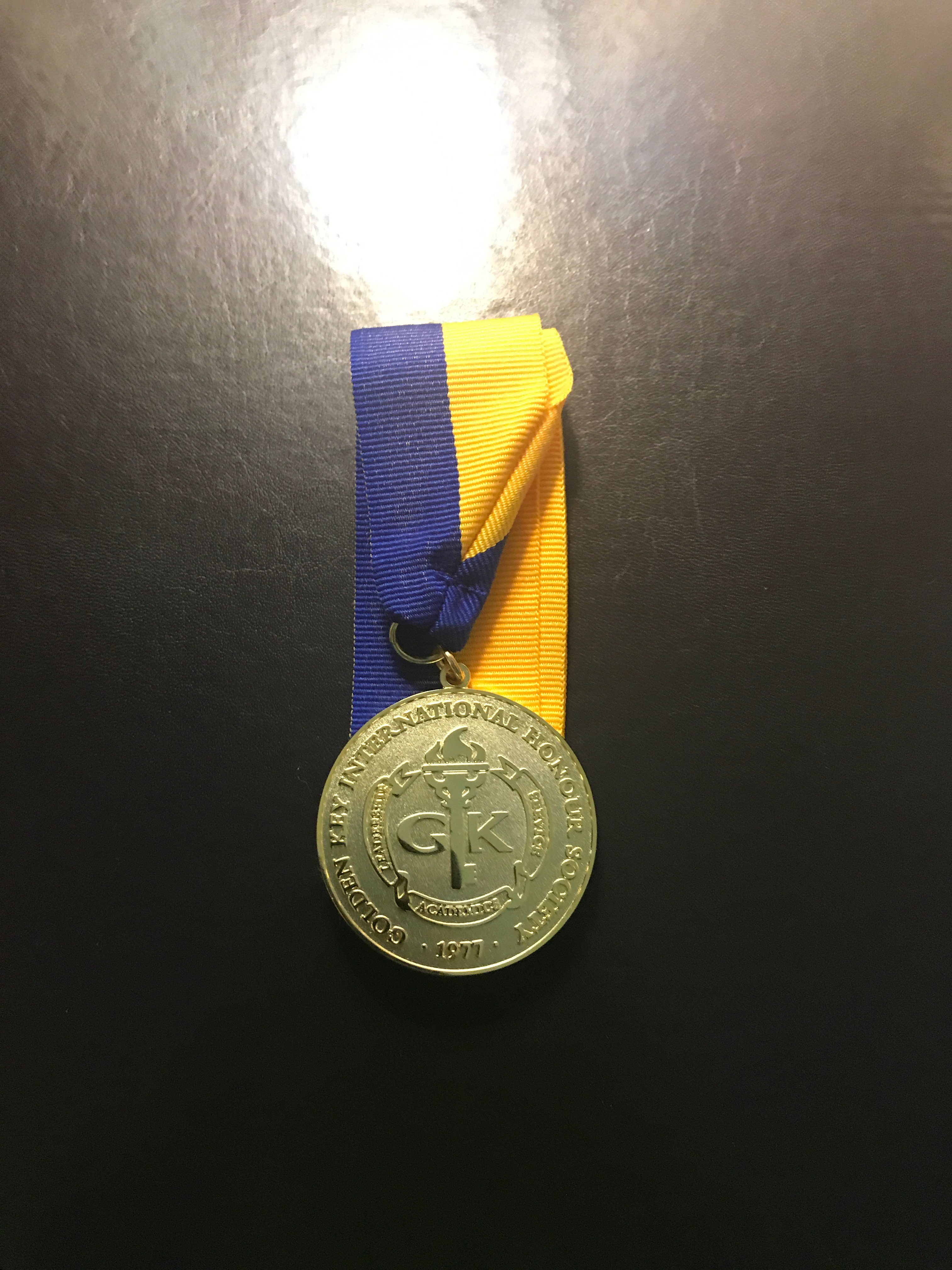
ميدالية ذهبية يمنحها مجتمع المفتاح الذهبي.

## التاريخ
تأسس مجتمع شرف المفتاح الذهبي الوطني من قبل جيمس دبليو لويس في جامعة ولاية جورجيا في أتلانتا بجورجيا في عام 1977. كان القصد الأصلي من المجتمع هو إنشاء مجتمع شرف أكاديمية جديدة على قدم المساواة مع مجتمعات الشرف الطويلة الأمد مثل فاي بيتا كابا. توسع المجتمع على مدار الثمانينيات، مما زاد من توسع المجتمع في عدد المدارس والجامعات الأخرى. نقل لويس مقر المؤسسة لمبنى كنيسة المسيح في منطقة درويد هيلز في أتلانتا في عام 1984. وفي أواخر الثمانينيات بدأ المجتمع في اجتذاب رعاية الشركات، وتوفير البيانات حول طلابها لرعاتها، وعقد فعاليات كبيرة بتمويل الرعاة بحجة أن الاستراتيجية زادت من قدرة الطلاب التنافسية في سوق العمل. امتد المجتمع إلى أستراليا في منتصف التسعينيات، وفي عام 2000 غيرت اسمها إلى مجتمع شرف المفتاح الذهبي الدولي.
تنحى لويس من رئاسة المجتمع، والذي كان يكسب أكثر من 300 ألف دولار في أواخر التسعينات من القرن الماضي، واستقال من منصبه في يناير عام 2000 بعد تعرضه لضغوط من مجلس إدارته، وحل محله كارل باتون. واستقال باتون في عام 2002  وبحلول عام 2002 ، كان المجتمع واحدًا من أكبر مجتمعات الشرف الجماعية في العالم"، بميزانية سنوية قدرها 10.9 مليون دولار أمريكي وأكثر من 120,000 عضو سنويًا.

### البلدان
بدأ المفتاح الذهبي نشاطه في البلدان التالية:
- 1977 - الولايات المتحدة الأمريكية
- 1993 - أستراليا
- 1997 - كندا
- 1998 - ماليزيا
- 1999 - نيوزيلندا
- 2000 - جنوب أفريقيا
- 2010 - جزر البهاما
- 2011 - الهند